# Mănăstirea Mihai Vodă
Mănăstirea Mihai Vodă este una din cele mai vechi construcții din București păstrate până astăzi, ctitorie a lui Mihai Viteazul. Zidită în anul 1594 și așezată în centrul unei incinte înconjurate cu ziduri, sub forma unei cetăți, complexul mănăstirii a suferit mai multe transformări de-a lungul timpului, îndeplinind variate funcții, cum ar fi: reședință domnească, spital militar, școală de medicină, Arhivele Statului. În incinta complexului mănăstirii, în centrul curții, se găsea un sit arheologic din perioada geto-dacică (mileniul I î.Hr., inclusiv locuiri ulterioare), unde s-au găsit o vatră, numeroase vase precum și alte vestigii.
Din complexul Mănăstirii Mihai Vodă a făcut parte și Biserica Albă - Postăvari (ca metoc al mănăstirii), care a fost construită în 1564, reconstruită în 1856-1857 și apoi demolată în 1984. În prezent, din întreg ansamblul mănăstirii s-au mai păstrat doar biserica și o clopotniță. Acestea se află amplasate pe Strada Sapienței nr. 35 din sectorul 5 al municipiului București, în spatele unor blocuri construite în timpul regimului comunist, din apropierea Splaiului Independenței și a parcului Izvor.
În 1813 Mănăstirea Mihai-Vodă „era printre mănăstirile mari ale țării”.
Mănăstirea Mihai Vodă este inclusă în Lista monumentelor istorice din România, având codul de clasificare  B-II-a-A-19644.

## Istoric

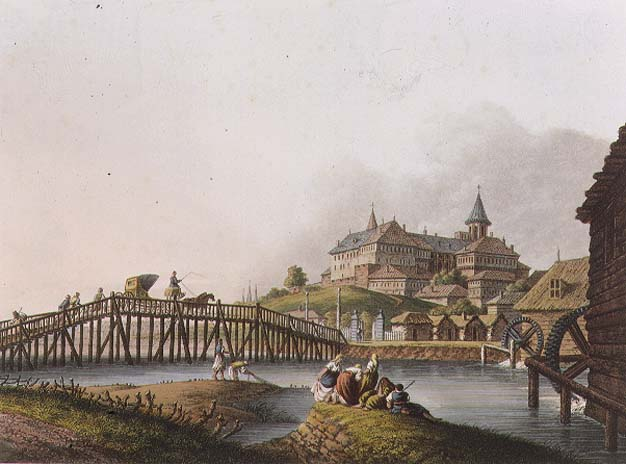
Podul peste Dâmbovița ducând la Mănăstirea Mihai Vodă și la noua Curte domnească (William Watts, după desenul din 1793 al lui Luigi Mayer)

Ctitorită în anul 1594 de voievodul Mihai Viteazul, în timpul în care era ban al Olteniei, biserica a fost amplasată pe vârful dealului din fața Podului Mihai Vodă, deal care mai târziu se va numi Dealul Mihai Vodă. Construcția a fost ridicată pe locul unei bisericuțe din secolul al XV-lea, construită probabil din lemn  de către Vlad Dracul (conform unor documente din 1696).. În curtea  acestei bisericii, sub un păr, a fost decapitat de către turci fiul lui Vlad Călugărul, Prințul Vlăduț, la vârsta de 16 ani, după doar 2 ani de domnie.
Unele documente din 1433 numesc Biserica Sf. Niculae sau Sfântul Nicolae din Pâlcov. Între anii 1558-1559 aflându-se în ruină, bisericuța este refăcută de jupâneasa Caplea din Stănești, urmașă a boierului Mogoș, mătușă a boierilor Buzești. Jupâneasa dotează așezământul cu cele necesare rânduielilor bisericești și închină biserica ca metoh mănăstirii Simonopetra de la Muntele Athos. La moartea sa, în jurul anului 1585, va fi îngropată aici, iar mănăstirea primește numele de Mănăstirea postelnicesei Caplea sau Mănăstirea Sf. Nicolae al postelnicesei. La porunca lui Petru Cercel, fratele lui Mihai Viteazul, rămășițele trupești ale jupânesei sunt dezgropate și mutate la Mănăstirea Bolintin, iar așezământul este distrus și călugării alungați. La mănăstirea Bolintin datorită unor neînțelegeri ale călugărilor asupra drepturilor de proprietate, cedate de jupâneasa Caplea, aceștia au dezgropat-o și i-au împrăștiat oasele.
Cândva înainte de anul 1591, mănăstirea refăcută de jupâneasa Caplea a fost reconstruită ca schit și a primit numele de Biserica Albă-Postăvari. Conform unor legende, aici ar fi existat o icoană făcătoare de minuni la care Mihai Viteazul s-a închinat și a făcut legământul construirii mănăstirii Mihai Vodă, ținând cont și de o tradiție a vremii conform căreia o mănăstire nouă trebuia construită pe ruinele uneia vechi.

### Legendă
Există și o legendă, cu mai multe versiuni, care explică motivația construirii acestei mănăstiri, de către Mihai Viteazul. Conform acestei legende, într-o iarnă deosebit de geroasă, undeva între anii 1589-1591, Mihai, fiul vitreg al lui Pătrașcu Vodă cel Bun este prins din porunca lui Alexandru-Vodă cel Rău, pe motiv că ar fi uneltit pentru a ajunge la domnie. Mihai este dus spre Piața Sf. Anton, locul în care trebuia să fie executat prin decapitare. Drumul spre piață trecea pe lângă Biserica Albă Postăvari de sub Dealul Spirei, iar Mihai cu permisiunea gărzilor se oprește la Sfânta Liturghie a bisericii și se închină la icoana Sfântului Nicolae, făcând totodată și legământul de a construi o mânăstire pe dealul din apropiere, dacă va scăpa cu viață din această situație. Versiunile legendei oferă două variante prin care Mihai a scăpat de osânda pregătită de Alexandru-Vodă cel Rău. Prima vorbește despre o garanție depusă de 12 boieri, iar a doua accentuează calitățile fizice ale lui Mihai, ,,un bărbat falnic și deosebit de arătos”. La vederea lui Mihai, gâdele înspăimântat ar fi aruncat securea și ar fi fugit. Conform acestei variante Mihai ar fi fost eliberat la presiunea membrilor comunității, strânși la locul execuției. Eliberat, Mihai își ține promisiunea luată în fața lui Dumnezeu și construiește mănăstirea. 
„...banul Mihai au jurat cu 12 boieri înaintea lui Alexandru Vodă că iaste fecior de domn și așa au scăpat cu viață 
 [Mihai ajungând domn] mănăstirea încă o au făcut, care să veade și să numeaște Mihai Vodă, precum s-au făgăduit în nevoia lui”—Cronică citată, dar nenumită de Claudia Tița-Mircea în Biserica Mănăstirii Mihai Vodă; monumentele Bucureștiului istoric. 2006 p. 5

### Atestare documentară
Cea mai veche menționare documentară a Mănăstirii Mihai Vodă se găsește în grammata patriarhală din 1591 întocmită de egumenul Evghenie de la Mănăstirea Simonopetra de la muntele Athos. Conform acestui document Evghenie i-a cerut lui Mihai Viteazul să clădească o nouă mănăstire, cea veche, Biserica Albă-Postăvari, metoh al Mănăstirii de la Athos aflându-se în apropierea unei mlaștini aducătoare de boli.
„[Evghenie] a cerut învoire ca, păstrându-se zisul metoh, așa cum se găsește, păzit de doi sau mai mulți călugări, așa cum se cade, să clădească un alt metoh, mult mai bun decât acesta, pe un loc mai înalt (...) Și căpătând învoire deplină kir Evghenie a găsit pe prea cucernicul jupan Mihai banul, bărbat cu adevărat evlavios și de mult însetat de aceasta, care, nu numai cu vorba, dar necruțând nici truda și osteneala și nici o cheltuială, a ridicat, chiar din temelii, o altă biserică foarte frumoasă și cu hramul marelui Nicolae și a numit-o metoh al cinstitei mănăstiri a Simonopetriștilor. A ridicat în jurul ei foarte multe chilii pentru ca să locuiască sfinții bărbați care vin acolo și, pe lângă aceasta, i-a închinat și sfintele odoare și felurite podoabe din argint și din aur”—Claudia Tița-Mircea. Biserica Mănăstirii Mihai Vodă; monumentele Bucureștiului istoric. 2006 p. 7

Document, datat 28 august 1599, prin care Mihai Viteazul închină biserica Mihai Vodă Mănăstirii Simonopetra de la muntele Athos

Conform documentului din 1591 ctitoria lui Mihai Viteazul avea statut de stavropighie patriarhală și era în jurisdicția canonică a patriarhiei de la Constantinopol. Ulterior bisericii i se vor adăuga turnul clopotniță, mai multe case domnești, case pentru stareți, o sală de mese (trapeză) și o bucătărie (cuhnie), pivnițe. Banul Mihai va înzestra mănăstirea cu mai multe moșii (13 sate dăruite de Mihai, dar și un sat dar din partea soției acestuia, doamna Stanca), cumpărate cu suma de 472.000 aspri. Podul peste râul Dâmbovița, care făcea legătura cu mănăstirea a fost construit tot în această perioadă, sub îndrumarea lui Mihai Viteazul.
Conform unei inscripții de pe frontispiciul bisericii: „La 1594 s-a zidit această biserică, iar ușa în anul 1711, pe timpul egumenului Iosif din Milos”, se poate deduce că înălțarea edificiul s-a finalizat în anul 1594. Cinci ani mai târziu (august 1599), Mihai, printr-un act păstrat până în zilele noastre, a închinat locașul sfânt Mănăstirii Simonopetra de pe Muntele Athos.

### Cronologie
În anul 1595, lunile august-octombrie, armata lui Mihai Viteazu este atacată în interiorul mănăstirii de armatele otomane conduse de Sinan Pașa.
În secolul al XVII-lea mănăstirea a primit donații din partea voievozilor Alexandru Iliaș, Alexandru al II Basarab și Antonie, iar acestea au permis celor care o administrau să o păstreze la adevărata sa valoare. În anii următori apar și vizitatori străini care au remarcat frumusețea deosebită a mănăstirii. Un astfel de călător a fost în anul 1654 Paul din Alepo. Acesta îl însoțea pe Macarie Zaim, Patriarhul de Antiohia într-o vizită la Mănăstirea Mihai Vodă. Paul descrie mănăstirea ca o construcție „splendidă, măreață, cu cele 3 cupole ale sale.”
„Sâmbătă ne-am dus să slujim Liturghia într-o mănăstire care poartă numele Sf. Nicolae, ctitoria răposatului Mihai Vodă, așezată tot pe o înălțime la marginea orașului, de mari proporții și măreață, cu trei turle.”—Notă din jurnalul de călătorie a lui Paul din Alepo, conform Claudia Tița-Mircea, p. 12

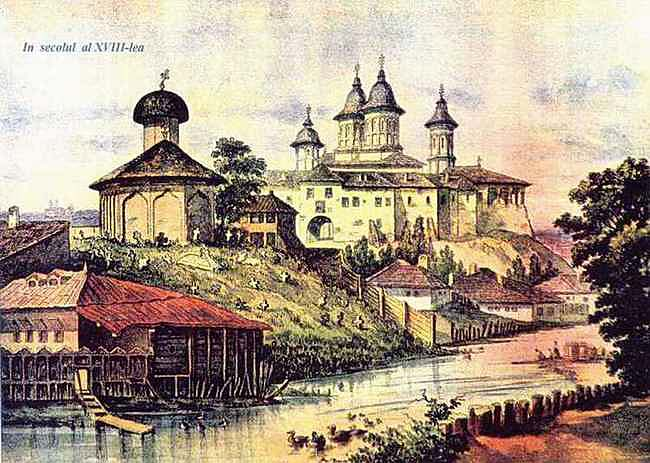
Secolul XVIII - în prim plan Mănăstirea Radu Vodă, în plan secund Mănăstirea Mihai Vodă

În anul 1666 călătorul turc Evliya Celebi, cronicar de război, descrie mănăstirea ca fiind construită din piatră, așezată pe un deal, având ca anexe 100 de încăperi. Acesta notează în jurnalul său măreția mănăstirii-cetate și locul său între celelalte mănăstiri din jur:
„paisprezece mănăstiri mari, fiecare fiind asemenea unei cetăți puternice. Mai întâi vine Mănăstirea Mihai Vodă. Ea este așezată pe un deal, având o sută de încăperi de piatră”—Cuvintele lui Evliya Celebi, conform Claudia Tița-Mircea, p. 12
La începutul secolului XVIII, în 1711, datorită unui egumen grec, bisericii îi sunt adăugate ornamente sculptate la ferestre și uși și îi sunt adăugate sculpturi la ușa principală.
În 1761 lăcașul de cult suferă un incendiu, starea de ruinare agravându-se în anii următori.
În 1775, în apropierea mănăstirii este construită Noua Curte Domnească, denumită ulterior Curtea Arsă datorită unui incendiu devastator, fapt care a permis mănăstirii să devină reședință domnească pentru unele figuri istorice ale României. Pentru scurte perioade de timp, în casele domnești ridicate în jurul mănăstirii de Mihai Viteazul și-au avut reședința domnească Constantin Mavrocordat (1738), Alexandru Constantin Moruzzi (1793-1796), Alexandru Ipsilanti (1796-1797).
În anul 1794 diplomatul englez sir Robert Ainslie, vizitând Bucureștiul, ajunge și la curtea domnească de la Mănăstirea Mihai Vodă, pe care o descrie ca fiind o clădire spațioasă așezată pe o ridicătură de teren, aproape de malurile râului Dâmbovița, având o vedere plăcută asupra regiunilor învecinate.
În 26 octombrie 1802 are loc în România un cutremur de gradul 7,9. Mișcarea tectonică afectează destul de mult edificiul construit de Mihai Viteazul.
În 1825 clădirile complexului mănăstirii au fost reparate pentru a-i servi primului domn pământean, Grigore al IV-lea Ghica, ca reședință domnească, între anii 1822-1828. Între anii 1827-1837 mănăstirea este restaurată, iar în 1838 a fost zugrăvită pe dinăuntru, din inițiativa arhimandritului Teodosie Contopulo. Acesta adaugă bisericii un pridvor și repară turla mare. Cutremurul de gradul 7,5 din data de 23 ianuarie 1838 afectează din nou mănăstirea.

Mănăstirea Mihai Vodă, curtea interioară

Între anii 1828-1829, în timpul războiului ruso-turc casele domnești sunt transformate în spital, deservind armata rusă. În perioada următoare clădirile complexului funcționează ca spital militar pentru oastea română. Începând cu anul 1855, până în anul 1862 a funcționat aici școala de medicină. În anii 1854, 1876, 1897 au loc o serie de reparații ale construcțiilor din interiorul mănăstirii.
Până în anul 1848 slujbele în Mănăstirea Mihai Vodă au fost efectuate în limba greacă. În 1848 enoriașii au cerut reprezentanților guvernului Gheorghe Bibescu să se folosească limba română în oficierea liturghiilor.
După Unirea Principatelor, din 1862, arhivele statului au fost unificate și puse sub conducerea Ministerului Instrucțiunii și al Cultelor. În 1864, în timpul guvernului Crețulescu, arhivele sunt reorganizate și intră sub conducerea lui Cezar Boliac. Tot acum arhivele primesc o locație nouă, Mănăstirea Mihai Vodă, devenită proprietatea statului după secularizarea averilor mănăstirești. În momentul în care mănăstirea trece în proprietatea Arhivelor Statului, construcția se afla într-o stare avansată de degradare.
În anul 1877 mănăstirea găzduiește sediul uneia din primăriile de sector precum și poliția sectorului.
Edificiul este restaurat complet în 1900 datorită insistențelor directorului Arhivelor Statului din acea vreme, Dimitrie Onciul. Datorită strădaniei acestuia de a readuce la o formă demnă de „cel mai de seamă monument al Bucureștilor”, bustul lui Dimitrie Onciul a fost amplasat alături de bustul cărturarului Bogdan Petriceicu Hașdeu în grădina din fața bisericii. Ambele busturi au fost turnate în bronz și realizate de sculptorul Mihai Onofrei. 

Turnul de intrare în curtea mănăstirii

În perioada următoare, între anii 1900-1916, complexul este transformat pentru a răspunde nevoilor Arhivelor Naționale și este construit printre altele Palatul Arhivelor Naționale, viitorul sediul al Arhivelor statului, conform planurilor arhitecților Petre Antonescu, Cristofi Cerchez, Al. Băicoianu și M. Gabrielescu. Palatul a fost ridicat pe locul vechilor pivnițe ale mănăstirii, aripa de nord fiind renovată între anii 1940-1941.
Începând cu anul 1920, odată cu înființarea Ordinului Mihai Viteazul de către regele Ferdinand și transformarea bisericii în sediul cavalerilor Ordinului, mănăstirea devine locul în care militarii vor depune jurământul de credință.
Între anii 1928-1935 mănăstirea a fost renovată din nou, de Comisia Monumentelor Istorice a vremii, sub îndrumarea arhitectului Emil I. Costescu. Pictura interioară este refăcută de către Costin Petrescu într-un stil neobizantin. În această perioadă biserica este recunoscută ca un simbol estetic și istoric al Bucureștilor, Cincinati I. Sfințescu într-o carte din 1932 vorbea astfel despre aceasta: „Biserica Mihai Vodă de la Arhivele statului îndeplinește condițiile unei valorificări istorice și cată a fi păstrată și ca valoare estetică, nu numai istorică. Arhivele Statului înconjurătoare asigură aici liniștea și reculegerea necesară.”  În prezent mănăstirea păstrează forma pe care a primit-o după renovarea condusă de Costescu.
În anul 1935 în interiorul mănăstirii Mihai Vodă sunt depozitate, la insistențele lui Nicolae Titulescu, 1455 de lăzi cu arhive, transportate Moscova, împreună cu Tezaurul României.
Între anii 1928-1940 au fost descoperite cele șapte morminte din interiorul bisericii. Un singur mormânt, cel al lui Ioan, fiului lui Grigore Ghica, în prezent se află în curtea mănăstirii, a fost găsit intact. Pietrele tombale ale celorlalte 6 morminte au fost folosite la reconstrucția pardoselii după cutremurul din 1838.

### Perioada comunistă
Între anii 1954-1956 se continuă reparațiile și modernizări demarate în timpul războiului (1940-1943), iar în 23 aprilie 1955 prin Hotărârea de guvern nr. 1160 Complexul Mănăstirii este declarat monument istoric.
Deși ansamblul Mănăstirii Mihai Vodă, format din turnul clopotniței și biserica mănăstirii, a fost considerat și în perioada comunistă unul dintre cele mai prețioase monumente ale Bucureștiului , un edificiu reprezentativ pentru arhitectura românească a secolului al XVI-lea, nu a scăpat de politica de excludere a lăcașelor de cult din perimetrul vizual, adoptată în cei 10 ani (1980-1990) de lucrări la construcția Centrului Civic din București.

Mănăstirea în timpul construirii Centrului Civic

În perioada comunistă între anii 1977-1989 au fost demolate 20 de biserici, iar altele 8 au fost mutate în alte amplasamente. În ultima categorie se înscrie și Biserica Mihai Vodă; acesteia dar și altor biserici din București, li s-a rezervat o soartă care este valabilă și în prezent - să fie ascunse de ochii trecătorilor în spatele unor blocuri înalte.
În ianuarie 1985 biserica a fost propusă pentru demolare și la scurt timp propunerea a fost pusă în practică. Anexele mănăstirii precum și zidul au fost dărâmate și nu mult a mai trebuit ca întregul complex să fie demolat.
Datorită protestelor și memoriilor trimise de unii intelectuali ai vremii (printre care Constantin Noica, Geo Bogza, Mihail Șora, Dan Nasta, Zoe Dumitrescu Bușulenga, Răzvan Theodorescu, Dinu C. Giurescu, Grigore Ionescu și Peter Derer) către mai multe instituții (Patriarhie, Consiliul pentru Cultură din Comitetul Central etc.), Biserica Mănăstirii Mihai Vodă și turnul clopotniței au putut fi salvate.
Pentru a face loc simbolului comunismului din România, Casa Poporului, dar și pentru a-i mulțumi pe protestatari, persoanele de decizie ale regimului au ajuns la un compromis și anume mutarea bisericii de pe dealul pe care a fost ctitorită de Mihai Viteazul. Translatarea în pantă a bisericii, pe o distanță de 289 m și coborâtă pe verticală cu 6,2 m, a avut loc în anul 1985. Operațiune în sine de translatare a edificiului, de pe Dealul Mihai Vodă, fosta stradă a Arhivelor nr.2 și până în locul în care se află și astăzi, Strada Sapienței nr.4, în apropierea malului Dâmboviței, a fost considerată la vremea respectivă o performanță deosebită.
„Translatarea coordonată de inginerul Eugeniu I. Iordăchescu a fost, la timpul respectiv, considerată o performanță deosebită prin: lungimea traseului, unghiul de pantă și greutatea obiectivului”—dr. V. Z. Teodorescu citat de Claudia Tița-Mircea. Biserica Mănăstirii Mihai Vodă; monumentele Bucureștiului istoric. 2006 p. 19
Unele din osemintele aflate în curtea mănăstirii au fost împachetate în grabă și au putut fi salvate și transportate în noua locație, altele nu au mai putut fi recuperate.

## Descrierea bisericii

Schema bisericii Mihai Vodă

Biserica cu o fațadă asemănătoare Mănăstirii Dealu este împărțită în 2 registre. Planul mănăstirii este realizat după tipul bizantin și are forma unui trilob lung cu absida altarului flancată de două absidiole dreptunghiulare: proscomidia și diaconicul, ambele supraînălțate prin 2 turnuri mai mici. Inițial biserica a fost construită în cărămidă goală, fără tencuială și fără pietre cioplite. În anii '30 renovarea a inclus și reconstrucția turnurilor, după modelul celor vechi, conform planurilor detaliate ale restaurării precedente.

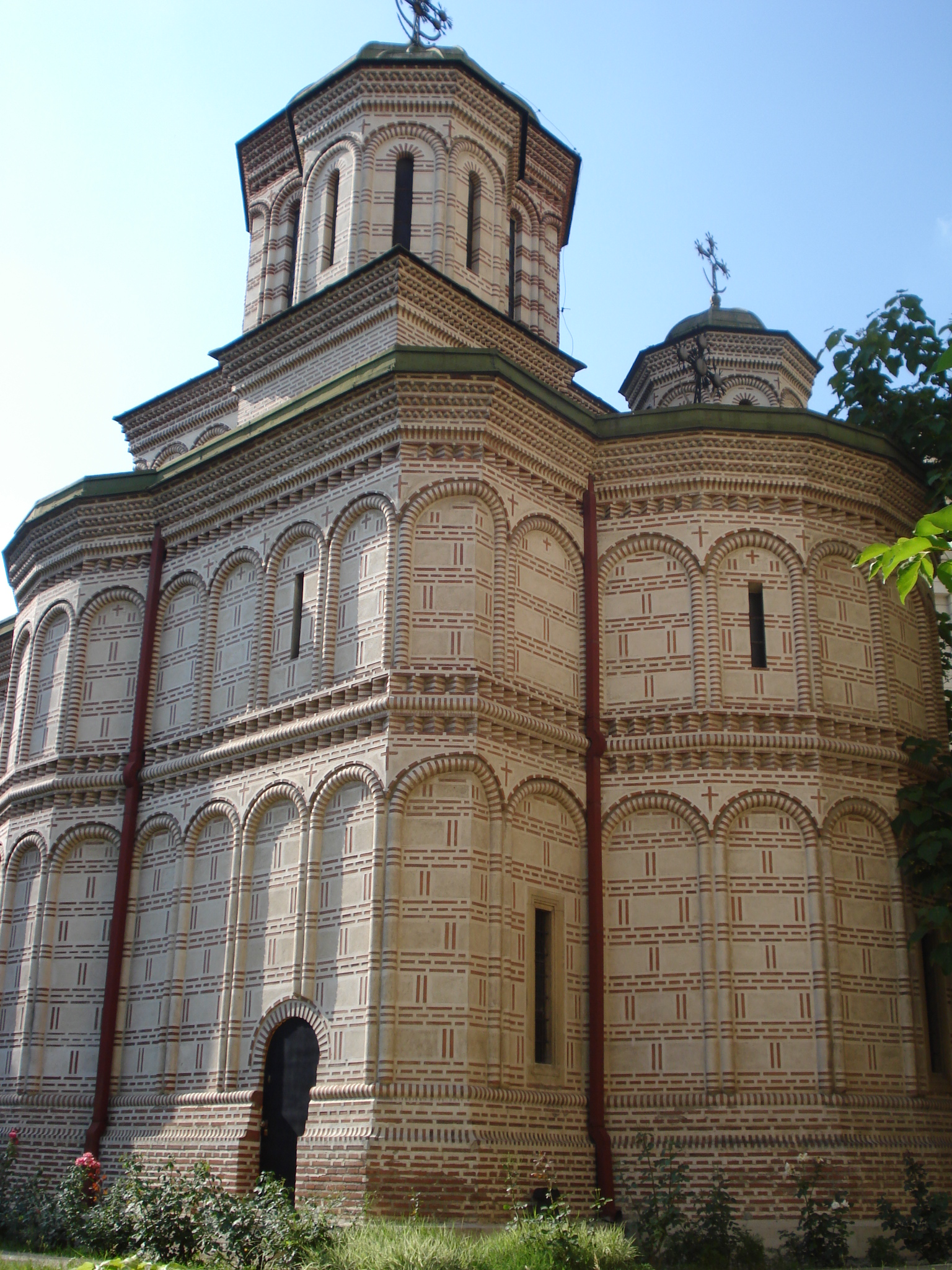
Arhitectura exterioară a mănăstirii

La început pronaosul mănăstirii era despărțit de naos prin 3 arcade, arcade des utilizate în construcția de biserici din România, sprijinite pe doi stâlpi izolați.
Valoarea estetică deosebită a mănăstirii este dată de arhitectura exterioară, care „reprezintă chintesența formelor căutate în tot lungul ultimilor ani ai secolului al XVI-lea”. Fațadele mănăstirii sunt împărțite de un brâu median în două registre, construite din fâșii alternative de cărămidă aparentă și zone tencuite, conform unei tradiții de a construi astfel de edificii din secolul al XVI-lea. Zidurile sunt decorate cu o serie de arcade oarbe, raportate la fața zidului, încadrate de ciubuce rotunjite de cărămidă, asemănătoare cu cele de la Mănăstirea Dealu, dar mai însuflețite și mai atrăgătoare decât acestea, datorită diferenței de material folosit și a culorilor acestora. Ramele ușilor și ale ferestrelor sunt realizate din piatră și sunt împodobite cu sculpturi de la începutul secolului al XVIII-lea de către un egumen grec (1711). Construcția are și câteva rânduri de cărămidă special tăiată și așezată în dinți de fierăstrău, reprezintă transpunerea unui model folosit și la construcția Mănăstirii Curtea de Argeș.
În interiorul bisericii pereții sunt pictați cu ctitorii lăcașului de cult: Mihai Viteazul, soția acestuia Stanca, Boierul Stoica și voievodul Constantin cu soția lui, Ioana.

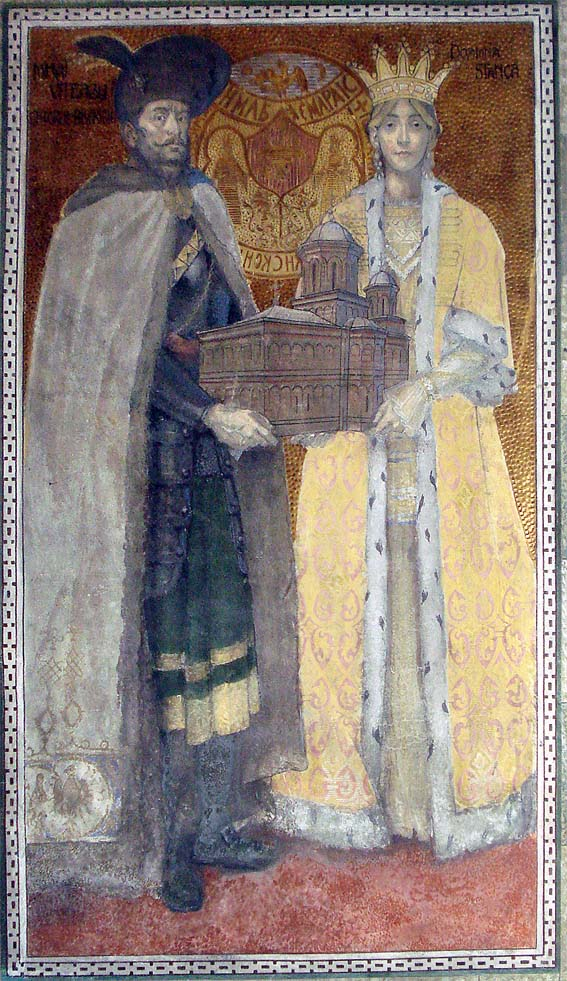
Pictură din interiorul Mănăstirii
Mihai Viteazul și doamna Stanca

În fundul curții, în axa mare a bisericii a existat o clopotniță, care era totodată și turnul de intrare în mănăstire. Clopotnița, deși a fost refăcută de mai multe ori de-a lungul timpului, s-a deteriorat, încă din anul 1938 aceasta era deja o ruină.

### Inventarul bisericii
Conform inventarului întocmit între anii 1865-1867, în timpul secularizării averilor mănăstirești, Mănăstirea Mihai Vodă prezenta mai  multe elemente de patrimoniu deosebit de prețioase. Printre acestea pot fi amintite: o cruce de sidef, o ușă sculptată din lemn, foarte veche - prezenta și o inscripție în slavonă, 2 vase de argint - unul prezenta un înscris de la Mihai Viteazul, iar al doilea din 1685, un potir din 1620, un disc de argint aurit.
Pe lângă toate acestea au existat de-a lungul vremii diverse înscrisuri pe pereții mănăstirii (pisanii) și diverse tablouri votive. Din inscripțiile dispărute doar două au fost copiate și s-au păstrat până în zilele noastre.
„Întărește, Doamne, această biserică, pe care ai dobândit-o cu scump sângele Tău, asupra celoir ce s-au încrezut în tine”—Inscripție existentă până în 1931 pe arcada de la intrare în biserică, conform Claudia Tița-Mircea, p. 21
„Acum două veacuri jumătate, cel ce umplea de strălucire tronul țării românești, salvatorul cel vestit, marea glorie a domnitorilor, Mihai Vodă, cel supranumit și Viteazul, un al doilea părinte al supușilor săi, a înălțat din temelie această biserică, cu atâtea munci neobosite, fiind îndemnat numai de zel dumnezeiesc, și ca simbol de biruință de Mare-căpitan, a orânduit în cinstea Ierarhului Nicolae să fie de pomenire. Dar fiindcă secera crudă a vremii, care pe toate le distruge fără cruțare, o rea distrugere amenința și pe aceasta, prin inspirație dumnezeiască, prin zel cald, prin ardoare neobosită și prea vădită, prin avânt deosebit și sfânt, s-a reînnoit de către cuviosul Arhimandrit Teodosie Contopol, bărbat vestit din Bosfor, și egumen orânduit de Simonopetra, întru slava și lauda lui Dumnezeu Tatăl. În anul 1838, prin luna iunie.”—Inscripție din 1838 dispărută, conform Claudia Tița-Mircea, p. 21

## Mănăstirea în prezent

Mormânt de la 1664 aflat în prezent în curtea mănăstirii

În anul 1994 Biserica Mihai Vodă este redeschisă pentru credincioși. Tot acum are loc restaurarea picturii neobizantine din biserică a lui Costin Petrescu, de către pictorii Mihai și Ștefania Stinghe, Irina Petrescu restaurează icoana Maicii Domnului Hodighitria, sunt refăcute stranele și este pardosită biserica cu marmură.
În 2004 sunt coborâte din clopotniță, locul în care au fost depozitate osemintele în 1985, în timpul translatării bisericii. Osemintele sunt îngropate în grădina din curtea bisericii și este așezată la capătul acestora o cruce de piatră sculptată.
În prezent în interiorul bisericii există o raclă în care sunt păstrate moaștele următorilor Sfinți: Sf. Ioan Iacob Hozevitul, Sf. Xenia Petrovna, Sf. Teofil, Sf. Mc. Sevastiana, Sf. Mc. Ciprian, Sf. Mc. Iustina, Sf. Mc. Clement, Sf. Mc. Trifon, Cuv. Auxenție, Sf. Dionisie Zakynthos, Sf. Mc. Anastasie, Sf. Mc. Panaghiotis, Sf. Spiridon, Sf. Nifon II, Sf. Ignatie Zagorski, Sf. Prooroc Ioan Botezătorul, Cuv. Sava cel Sfințit, Sf. Mc. Eustatie, Sf. Mc. Theodor Stratilat, Cuv. Paisie, Cuv. Stelian Paflagonul, Sf. Mc. Mercurie, Sf. Mc. Arhidiacon Ștefan, Sf. Apostol Andrei, Sf. Mc. Dimitrie, Sf. Mc. Haralambie.

## Galerie de imagini

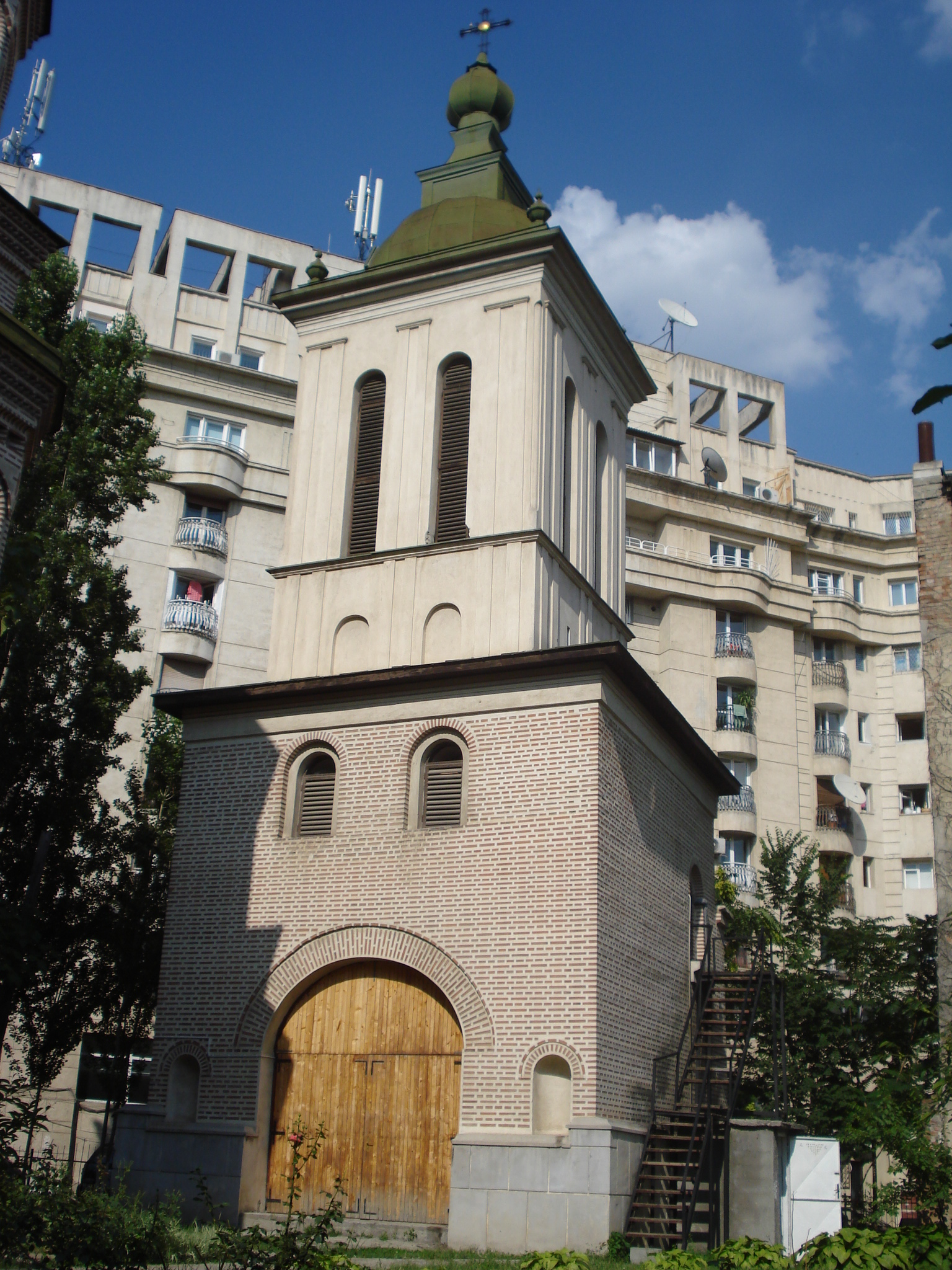
Clopotnița mănăstirii
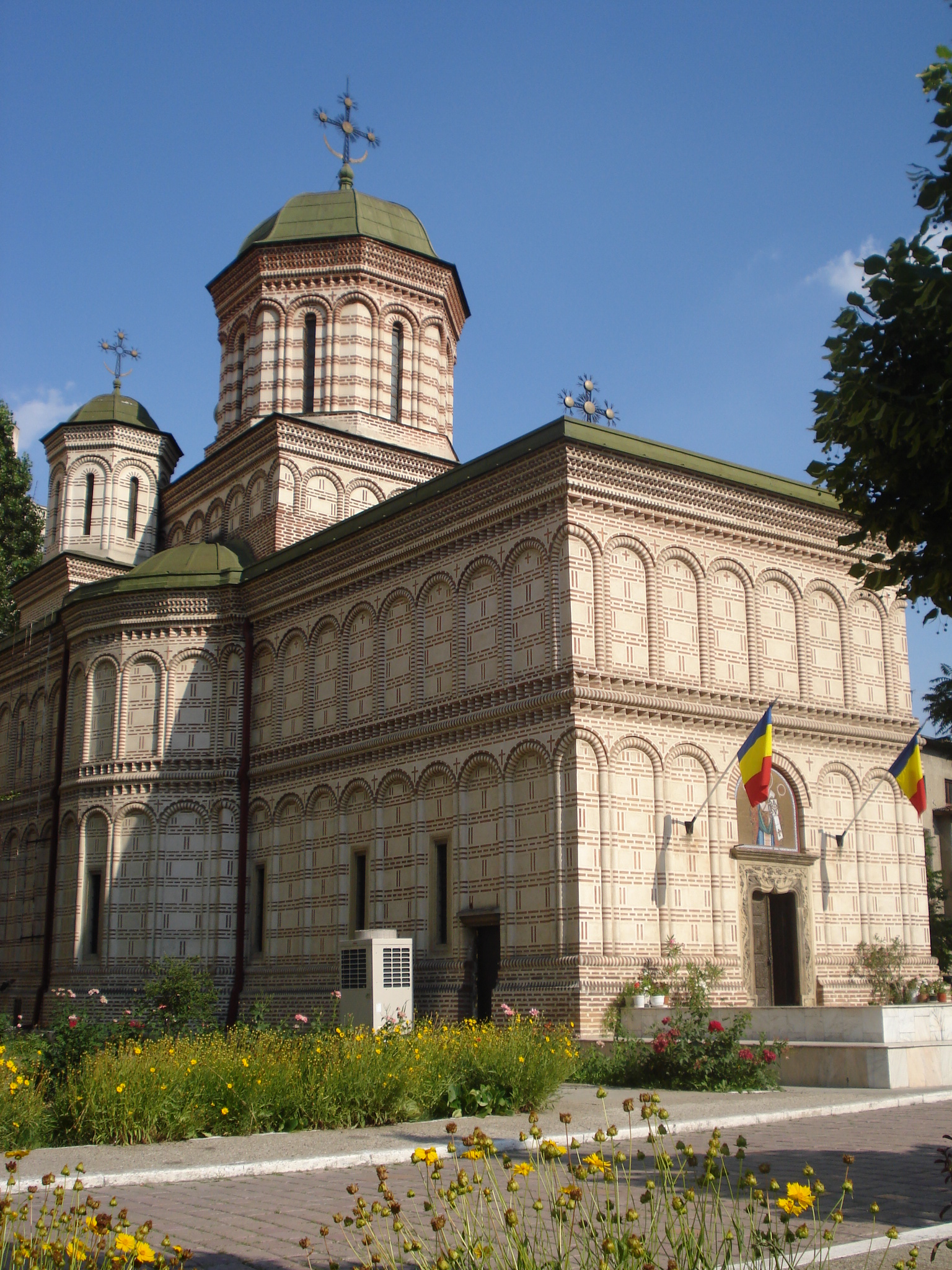
Mănăstirea Mihai Vodă - fațada vestică

## Preoți ai bisericii
De-a lungul timpului mai multe fețe bisericești au slujit în biserica din cadrul mănăstirii, din această listă fac parte și următorii:
- Ignatie egumenul (1651)
- Teofan egumenul (1747)
- Teodosie Contopol
- Policarp egumenul
- Dimitrie preotul (în timpul lui Carol I)
- Constantin parohul
- Ovidiu Musceleanu (1885)
- Emilian Păsculescu-Orlea